# Renato Sanero
Renato Sanero (Torino, 24 ottobre 1907 – Padova, 17 maggio 1987) è stato un allenatore di calcio e calciatore italiano, di ruolo ala.

## Carriera
Crebbe nella Juventus, da cui venne girato in prestito alla Lazio. Dopo la stagione con i biancocelesti torna a Torino, segnando 11 gol in 14 partite nella prima stagione, mentre la stagione successiva si ritrova ai margini della rosa, disputando soltanto quattro partite, senza reti.
Passa quindi all'Atalanta, militandovi per cinque stagioni (tutte in Serie B) realizzando 42 reti, bottino che tutt'oggi lo colloca tra i migliori marcatori della storia atalantina.
Si trasferisce quindi al Padova, con cui termina la carriera dopo quattro campionati – due di Serie C ed altrettanti di Serie B.

## Palmarès

### Giocatore

#### Competizioni nazionali
- Serie C: 1

Padova: 1936-1937